# Hierodula malaya
Hierodula malaya Stal, 1877 è un insetto mantoideo appartenente alla famiglia Mantidae, diffuso in Malaysia.
La descrizione della specie è avvenuta esclusivamente grazie all'esame del maschio, e sarà svolta una revisione.

## Descrizione
È una specie molto rara e poco conosciuta. La colorazione è verde pallido, con le tipiche due macchie presso gli stigmi delle tegmine. Il capo è largo e il corpo robusto. Entrambi i sessi sono alati ma solo il maschio è in grado di volare abilmente seppure con alcune difficoltà. Le zampe posteriori sono sottili ed allungati, quelle anteriori sono invece robusti e le coxe sono micro-dentate.